# 29-я танковая бригада
29-я танковая бригада (29 тбр) — соединение (танковая бригада) бронетанковых и механизированных войск РККА, в период Великой Отечественной войны.

## История
Первое формирование. Бригада начала формировать в сентябре 1941 года. Первым командиром был полковник Кукушкин, Александр Васильевич. 
Бригада сформировывалась с 01.04.1942 по 12.04.1942 по штатам — № 010/345, № 010/394, № 010/347…010/352 от 16.02.1942 года в Нарофоминске, на базе 30-го танкового полка 9-й кавалерийской дивизии на основании Постановления ГКО № 1295сс от 16.02.1942.
В действующей армии с 13.04.1942 по 12.03.1944 и с 15.06.1944 по 15.11.1944 по 09.05.1945.
С апреля 1942 года по январь 1944 года ведёт бои на рубеже реки Волхов.
Первые бои приняла в районе деревень Мостки и Мясной Бор в начале мая 1942 года. C 18.06.1942 пробивает коридор к частям окружённой 2-й ударной армии, В 17.00 19.06.1942 года 29 тбр удалось пробить небольшой коридор, 11 танков Т-34 бригады с небольшим десантом пехоты вышли на восточный берег реки Полисть и соединились с частями 46-й стрелковой дивизии. Танки бригады остались без снарядов. Коридор 23.06.1942 вновь был закрыт. В ночь на 24.06.1942 года бригада с десантом пехоты вновь осуществляет попытку прорваться к окружённым частям, и опять был пробит небольшой коридор, существовавший в течение дня.
10.07.1942 года, совместно с 378-й стрелковой дивизией овладела сильно укреплённым населённым пунктом Дымно, расширив плацдарм на западном берегу Волхова, в начале августа 1942 года вместе с 377-й стрелковой дивизией и 191-й стрелковой дивизией нанесла по противнику удар в районе Званки.
В январе 1943 года участвовала в прорыве блокады Ленинграда.
C 15.01.1944 года наступает под Новгородом в общем направлении Новгород — Батецкая — Луга, будучи приданной частям 6-го стрелкового корпуса введена в прорыв в районе Подберезья, на стыке 310-й и 239-й стрелковых дивизий. Расширила фронт прорыва главной полосы обороны противника. Затем, повернув свои части на юго-запад, отрезала противнику пути отхода из Новгорода на северо-запад и запад. На 16.01.1944 года, продвигалась, совместно с 65-й стрелковой дивизией вдоль железнодорожного полотна на Сиверцово с целью атаковать Вяжищи с юга, и в ночь на 18.01.1944, совместно с 16-й танковой бригадой взяла Вяжищи. Углубившись в тыл врага, бригада взяла с боем разъезд Нащи и перерезала дорогу Новгород — Вашково. За 14 дней бригада с боями по лесам и болотам продвинулась на 130 километров, освободила от противника 8 крупных населённых пунктов, две железнодорожные станции.
После боёв, в марте 1944 года выведена в Нарофоминск на пополнение, к 15.06.1944 года прибыла на позиции по реке Свирь.
В ходе Свирско-Петрозаводской операции ведёт бои, поддерживая соединения 37-го гвардейского стрелкового корпуса. 22.06.1944 24 танка бригады были переправлены паромом через Свирь. Вошла вместе с 339-м и 378-м гвардейскими самоходно-артиллерийскими полками, а также с 275-м ОМБОНом в состав подвижной группы, наступала на Олонец. затем 25.06.1944 вышла к Олонцу и затем наступала на Сигозеро и Видлицу. На 15.07.1944 года поддерживала части 99-й гвардейской стрелковой дивизии при штурме позиций финских войск в районе Питкярянты. 04.08.1944 бригада была выведена с передовой, однако сразу была направлена для пробития коридора к окружённым в районе Иломантси частям 176-й стрелковой дивизии и 289-й стрелковой дивизии, задачу выполнила и только после этого отведена с передовой и направлена в резерв.
12.02.1945 под Ровно преобразована в 67-ю гвардейскую танковую бригаду.

## Полное наименование
29-я танковая Краснознамённая бригада

## В составе
| Дата            | Фронт (округ)            | Армия             | Корпус | Дивизия | Примечания |
| --------------- | ------------------------ | ----------------- | ------ | ------- | ---------- |
| 01.04.1942 года | Резерв Ставки ВГК        | -                 | -      | -       | -          |
| 01.05.1942 года | Волховский фронт         | 59-я армия        | -      | -       | -          |
| 01.06.1942 года | Волховский фронт         | 59-я армия        | -      | -       | -          |
| 01.07.1942 года | Волховский фронт         | -                 | -      | -       | -          |
| 01.08.1942 года | Волховский фронт         | 59-я армия        | -      | -       | -          |
| 01.09.1942 года | Волховский фронт         | 59-я армия        | -      | -       | -          |
| 01.10.1942 года | Волховский фронт         | 2-я ударная армия | -      | -       | -          |
| 01.11.1942 года | Волховский фронт         | 59-я армия        | -      | -       | -          |
| 01.12.1942 года | Волховский фронт         | 59-я армия        | -      | -       | -          |
| 01.01.1943 года | Волховский фронт         | 59-я армия        | -      | -       | -          |
| 01.02.1943 года | Волховский фронт         | 59-я армия        | -      | -       | -          |
| 01.03.1943 года | Волховский фронт         | 59-я армия        | -      | -       | -          |
| 01.04.1943 года | Волховский фронт         | 59-я армия        | -      | -       | -          |
| 01.05.1943 года | Волховский фронт         | 59-я армия        | -      | -       | -          |
| 01.06.1943 года | Волховский фронт         | 59-я армия        | -      | -       | -          |
| 01.07.1943 года | Волховский фронт         | 59-я армия        | -      | -       | -          |
| 01.08.1943 года | Волховский фронт         | 59-я армия        | -      | -       | -          |
| 01.09.1943 года | Волховский фронт         | 59-я армия        | -      | -       | -          |
| 01.10.1943 года | Волховский фронт         | 59-я армия        | -      | -       | -          |
| 01.11.1943 года | Волховский фронт         | 59-я армия        | -      | -       | -          |
| 01.12.1943 года | Волховский фронт         | 59-я армия        | -      | -       | -          |
| 01.01.1944 года | Волховский фронт         | 59-я армия        | -      | -       | -          |
| 01.02.1944 года | Волховский фронт         | 59-я армия        | -      | -       | -          |
| 01.03.1944 года | Ленинградский фронт      | -                 | -      | -       | -          |
| 01.04.1944 года | Московский военный округ | -                 | -      | -       | -          |
| 01.05.1944 года | Московский военный округ | -                 | -      | -       | -          |
| 01.06.1944 года | Московский военный округ | -                 | -      | -       | -          |
| 01.07.1944 года | Карельский фронт         | 7-я армия         | -      | -       | -          |
| 01.08.1944 года | Карельский фронт         | 7-я армия         | -      | -       | -          |
| 01.09.1944 года | Карельский фронт         | 32-я армия        | -      | -       | -          |
| 01.10.1944 года | Карельский фронт         | 32-я армия        | -      | -       | -          |
| 01.11.1944 года | Карельский фронт         | 32-я армия        | -      | -       | -          |
| 01.12.1944 года | Резерв Ставки ВГК        | 32-я армия        | -      | -       | -          |
| 01.01.1945 года | Резерв Ставки ВГК        | 32-я армия        | -      | -       | -          |
| 01.02.1945 года | Львовский военный округ  | -                 | -      | -       | -          |

## Состав
- управление (штаб);
- 35-й отдельный танковый батальон [штат № 010/394], 2 июля 1943 переименован во 2-й танковый батальон
- 421-й отдельный танковый батальон [штат № 010/394], 2 июля 1943 переименован в 1-й танковый батальон
- рота управления [штат № 010/345]
- разведывательный взвод
- взвод связи
- сапёрный взвод
- комендантский взвод
- мотострелково-пулемётный батальон
- истребительно-противотанковая артиллерийская батарея
- зенитная батарея
- рота технического обеспечения
- медико-санитарный взвод

## Командир (период)
- Кукушкин, Александр Васильевич(с 09.1941 по 10.1941) полковник
- Клименко, Михаил Михайлович (с 02.04.1942 по 30.08.1943), подполковник, с 21.07.1942 полковник
- Бачакашвили, Иосиф Давидович (с 31.08.1943 по 12.02.1945), подполковник, с 01.02.1944 полковник.

## Знаки отличия
Вероятно, встречается только в одном источнике
| Награда                | Дата       | За что получена                     |
| ---------------------- | ---------- | ----------------------------------- |
| Орден Красного Знамени | 20.01.1944 | за участие в освобождении Новгорода |

## Интересные факты
- Во время Польской кампании существовала известная 29-я танковая бригада (1-го формирования), части которой первой вошли в Брест, командование бригады провело переговоры с командованием немецких частей и совместно провели торжественные мероприятия. Та же бригада принимала участие и в Зимней войне. Однако надо иметь в виду, что эта бригада не имеет отношения к описываемой.
- В апреле 1942 года техниками бригады был отремонтирован двухбашенный танк Т-26 с пушечно-пулемётным вооружением. Однако, поскольку башни танка восстановить не удалось, «первоначально предполагалось его использование в качестве бронированного трактора… По предложению тов. Мирошникова в боевом отделении танка был установлен трофейный 80-мм миномёт и трофейный пулемёт за броневым щитком для ведения огня против пехоты… За 15 дней боёв танк применялся для поддержки пехоты, подавления пулемётных гнёзд и корректировки огня дальнобойной артиллерии более 70 раз. Эффективность танка превзошла все ожидания…»